# Frederick Steiwer

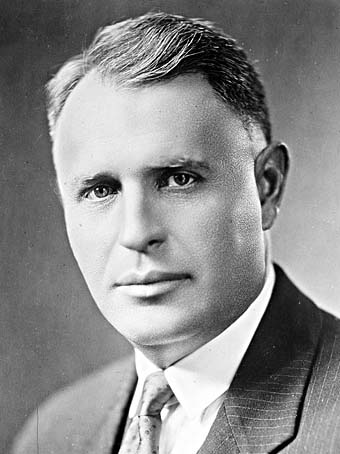
Frederick Steiwer. nach 1920

Frederick Steiwer (* 13. Oktober 1883 bei Jefferson, Marion County, Oregon; † 3. Februar 1939 in Washington, D.C.) war ein US-amerikanischer Politiker (Republikanische Partei), der den Bundesstaat Oregon im US-Senat vertrat.

## Frühe Jahre
Frederick Steiwer wurde auf einer Farm in der Nähe der Kleinstadt Jefferson geboren. Er besuchte die öffentlichen Schulen und in der Folge das Oregon State Agricultural College in Corvallis, an dem er 1902 seinen Bachelor-of-Science-Abschluss machte. Danach schrieb er sich an der University of Oregon in Eugene ein und erwarb dort 1906 den Bachelor of Arts; es folgte ein Studium der Rechtswissenschaften an der in Portland ansässigen Law School der University of Oregon. Nach erfolgreichem Abschluss wurde er 1908 in die staatliche Anwaltskammer aufgenommen und begann für eine Kanzlei in Portland zu arbeiten. Bereits im März 1909 kündigte er dort und zog in den Osten Oregons, wo er zusammen mit einem Partner in Pendleton ein eigenes Anwaltsbüro gründete.
Ebenfalls noch im Jahr 1909 begann Steiwers Laufbahn im öffentlichen Dienst mit der Berufung zum stellvertretenden Bezirksstaatsanwalt im Umatilla County, was er bis 1910 blieb. Im Jahr darauf heiratete er; aus der Ehe gingen zwei Kinder hervor. 1912 wurde er für eine vierjährige Amtszeit dann zum Bezirksstaatsanwalt gewählt. Steiwer wechselte 1916 in die Politik und vertrat den 20. Wahlbezirk seines Staates im Senat von Oregon. Allerdings gehörte er der Parlamentskammer nur bis 1917 an, als er sein Mandat niederlegte, um sich der US Army anzuschließen und im Ersten Weltkrieg zu kämpfen. Im Rang eines First Lieutenant der Artillerie schied er 1919 aus dem Militär aus.

## Politische Laufbahn
Steiwer bewarb sich 1926 um die Wahl zum US-Senator. In der Primary der Republikaner forderte er Amtsinhaber Robert N. Stanfield heraus und bezwang diesen. Bei der eigentlichen Wahl traf er dann nicht nur auf den Demokraten Bert E. Haney, sondern auch auf Stanfield, der als Unabhängiger antrat. Mit 39,8 % der Stimmen gewann Steiwer vor Haney (36,3 %) und Stanfield (22,5 %) und konnte daraufhin sein Mandat im Kongress am 4. März 1927 antreten.
Im Vorfeld der Präsidentschaftswahl 1928 gehörte Frederick Steiwer zum großen Kandidatenkreis seiner Partei für die Nachfolge des nicht mehr antretenden Calvin Coolidge. Letztlich entfiel bei der Republican National Convention in Kansas City keine Delegiertenstimme auf ihn; nominiert wurde der später auch bei der Wahl siegreiche Herbert Hoover. Beim Nominierungsparteitag vor der Präsidentschaftswahl 1936 in Cleveland hielt Steiwer die Einführungsrede (Keynote Address), fungierte zeitweise als Vorsitzender der Veranstaltung und wurde erneut als möglicher Präsidentschaftskandidat genannt. Diesmal fiel die Wahl der Delegierten auf Alf Landon.
Zwischenzeitlich war Steiwer als Senator bestätigt worden. Nach einer Operation an der Gallenblase im November 1936 war er jedoch gesundheitlich stark beeinträchtigt und konnte seine zweite Amtsperiode nicht zu Ende führen: Er legte sein Mandat am 31. Januar 1938 nieder. Während seiner Zeit im Senat hatte er unter anderem den Vorsitz im Committee on Expenditures in Executive Departments geführt; außerdem gehörte er dem Justizausschuss des Senats an. In dieser Funktion war er maßgeblich daran beteiligt, die Ratifizierung der Judiciary Reorganization Bill of 1937 zu verhindern, mit der Präsident Franklin D. Roosevelt die Kompetenzen seiner konservativen Gegenspieler im Supreme Court einschränken wollte. Generell war Steiwer ein Gegner von Roosevelt und dessen New-Deal-Politik.
Nach seinem Abschied aus dem Senat war Steiwer als Anwalt in der Bundeshauptstadt Washington tätig. Dort verstarb er bereits im folgenden Jahr.